# Tottenham Hotspur Football Club 2009-2010
Questa voce raccoglie le informazioni riguardanti il Tottenham Hotspur Football Club nelle competizioni ufficiali della stagione 2009-2010.

## Stagione

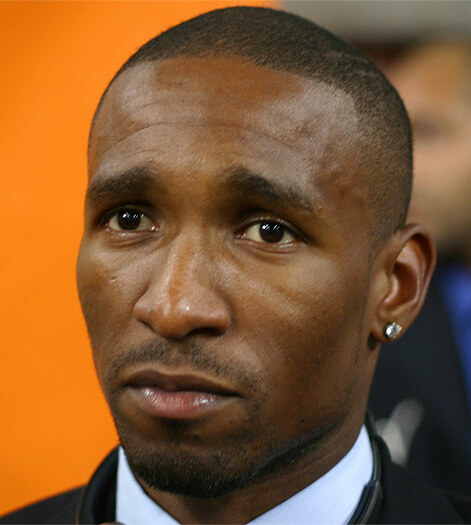
Jermain Defoe, autore di cinque reti nella vittoria per 9-1 contro il Wigan. È il terzo giocatore ad aver realizzato una cinquina in Premier League, dopo Andy Cole e Alan Shearer.

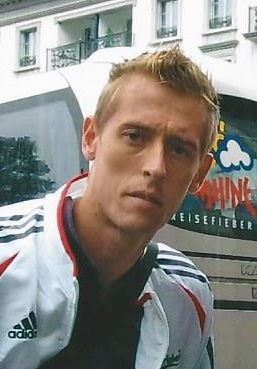
Il neoacquisto Peter Crouch, tra i protagonisti del ritorno in Champions League del Tottenham

### Premier League

#### Girone di andata
La stagione 2009-2010 per il Tottenham inizia con la vittoria casalinga per 2-1 contro il Liverpool del 16 agosto 2009. In seguito arrivano altri tre successi che portano gli Spurs al comando della classifica, unici a punteggio pieno insieme al Chelsea di Ancelotti. Alla quinta giornata però perdono 1-3 in casa contro i campioni in carica del Manchester Utd. Una settimana dopo arriva un'altra sconfitta, questa volta contro il Chelsea a Stamford Bridge. Il 26 settembre la squadra di Redknapp ritrova la vittoria dopo quasi un mese, rifilando un 5-0 al Burnley, con quattro reti segnate da Robbie Keane. Dopo un pareggio e un successo in trasferta, gli Spurs capitolano in casa contro lo Stoke City, a cui segue un'altra sconfitta per 3-0 nel Derby del nord di Londra all'Emirates contro l'Arsenal. A novembre ingranano comunque dei risultati positivi, tra cui spicca la vittoria da record per 9-1 contro il Wigan, con cinque reti segnate dal solo Defoe. Si tratta del successo del Tottenham con più gol di scarto nell'era della Premier League. Il 16 dicembre ha la meglio per 3-0 nello scontro diretto per la Champions contro il Manchester City, terminando alla fine il girone d'andata al quinto posto, ad un punto dall'Aston Villa quarto.

#### Girone di ritorno
Il girone di ritorno viene inaugurato dalla vittoria per 2-0 nel derby londinese col West Ham Utd, successo che permette al Tottenham di superare al quarto posto l'Aston Villa, sconfitto in casa dal Liverpool. Il 2010 inizia invece con un pareggio casalingo a reti bianche contro l'Hull City, a cui segue la prima sconfitta nel ritorno, ad Anfield contro il Liverpool (doppietta di Kuyt). Due pareggi e una sconfitta permettono a City e Aston Villa di superare gli Spurs, i quali però recuperano presto la quarta posizione, ingranando cinque successi di fila tra febbraio e marzo. Dopo un passo falso a Sunderland, il 14 aprile arriva la vittoria per 2-1 nel derby contro l'Arsenal: tra le reti marcate da ricordare il gol al volo dalla lunga distanza di Danny Rose, al suo esordio assoluto in Premier League. Nella giornata successiva gli Spurs hanno la meglio anche sul Chelsea, futuro campione. Seguono una sconfitta con lo United ed un successo col Bolton, prima di affrontare in trasferta il 5 maggio il City di Mancini, nella sfida decisiva per la qualificazione alla Champions League. Il match viene risolto dal Tottenham all'82º grazie al gol vittoria di Peter Crouch. Con questo successo la squadra di Redknapp si garantisce matematicamente l'agognato accesso ai preliminari di Champions, rendendo ininfluente la sconfitta per 4-2 all'ultima giornata contro il già retrocesso Burnley. Era da 48 anni che il Tottenham non disputava la massima competizione europea, dall'allora Coppa dei Campioni 1961-1962. La quarta posizione era inoltre il piazzamento più alto raggiunto dal club nell'era della Premier League (ossia dal 1992), prima del secondo posto ottenuto dalla squadra di Pochettino nella stagione 2016-17.

### FA Cup
Il 2 gennaio 2010 il Tottenham inizia il suo cammino in Coppa d'Inghilterra, vincendo 4-0 al terzo turno contro il Peterborough Utd. Nel turno successivo è costretto alla ripetizione contro il Leeds Utd, dato che viene raggiunto all'ultimo minuto dal rigore di Beckford che fissa il risultato sul 2-2. Nel replay ad Elland Road, gli Spurs passano comunque per 3-1 grazie ad una tripletta di Defoe. Agli ottavi di finale hanno la meglio sul Bolton, sempre nella partita di ripetizione. Il replay si ripete anche ai quarti: bloccati sullo 0-0 contro il Fulham a Craven Cottage, il Tottenham estromette i Cottagers tra le mura amiche per 3-1. L'11 aprile a Wembley gli Spurs vengono eliminati in semifinale dal Portsmouth: dopo lo 0-0 nei 90 minuti, il Pompey ha la meglio ai supplementari grazie alla rete di Piquionne e al rigore realizzato da Kevin-Prince Boateng.

### EFL Cup
Vincitore per 5-1 sui campi del Doncaster e del Preston, il 27 ottobre 2009 il Tottenham estromette anche l'Everton agli ottavi della Coppa di Lega. Giunti ai quarti di finale, gli Spurs vengono eliminati ad Old Trafford dal Manchester United di Ferguson (2-0, doppietta di Gibson), futuro vincitore.

## Maglie e sponsor
Lo sponsor tecnico è Puma, mentre il logo sulle maglie è quello di Mansion.com.
| Casa |  | Trasferta |  | Terza divisa |

## Rosa
| N. |                        | Ruolo | Calciatore              |
| -- | ---------------------- | ----- | ----------------------- |
| 1  | Brasile (bandiera)     | P     | Heurelho da Silva Gomes |
| 2  | Scozia (bandiera)      | D     | Alan Hutton             |
| 3  | Galles (bandiera)      | D     | Gareth Bale             |
| 5  | Inghilterra (bandiera) | C     | David Bentley           |
| 6  | Inghilterra (bandiera) | C     | Tom Huddlestone         |
| 7  | Inghilterra (bandiera) | C     | Aaron Lennon            |
| 8  | Inghilterra (bandiera) | C     | Jermaine Jenas          |
| 9  | Russia (bandiera)      | A     | Roman Pavljučenko       |
| 10 | Irlanda (bandiera)     | A     | Robbie Keane (capitano) |
| 12 | Honduras (bandiera)    | C     | Wilson Palacios         |
| 13 | Inghilterra (bandiera) | P     | James Barry Walker      |
| 14 | Croazia (bandiera)     | C     | Luka Modrić             |
| 15 | Inghilterra (bandiera) | A     | Peter Crouch            |

| N. |                        | Ruolo | Calciatore                  |
| -- | ---------------------- | ----- | --------------------------- |
| 16 | Inghilterra (bandiera) | D     | Kyle Naughton               |
| 17 | Messico (bandiera)     | C     | Giovani dos Santos          |
| 18 | Inghilterra (bandiera) | A     | Jermain Defoe               |
| 19 | Francia (bandiera)     | D     | Sébastien Bassong           |
| 20 | Inghilterra (bandiera) | D     | Michael Dawson              |
| 21 | Croazia (bandiera)     | D     | Niko Kranjčar               |
| 22 | Croazia (bandiera)     | C     | Vedran Ćorluka              |
| 23 | Italia (bandiera)      | P     | Carlo Cudicini              |
| 25 | Inghilterra (bandiera) | C     | Danny Rose                  |
| 26 | Inghilterra (bandiera) | D     | Ledley King (vice capitano) |
| 30 | Francia (bandiera)     | D     | Dorian Dervite              |
| 32 | Camerun (bandiera)     | D     | Benoît Assou-Ekotto         |
| 39 | Inghilterra (bandiera) | D     | Jonathan Woodgate           |

## Risultati

### Premier League

#### Girone di andata
| Arbitro: | Dowd |

|                              |           |                    |
| Assou-Ekotto 44’ Bassong 59’ | Marcatori | 56’ (rig.) Gerrard |

| Arbitro: | Foy |

|          |           |                                              |
| Hunt 25’ | Marcatori | 10’, 45’, 90+4’ Defoe 14’ Palacios 78’ Keane |

| Arbitro: | Clattenburg |

|          |           |                      |
| Cole 59’ | Marcatori | 54’ Defoe 79’ Lennon |

| Arbitro: | Walton |

|                         |           |            |
| Crouch 72’ Lennon 90+5’ | Marcatori | 75’ Bowyer |

| Arbitro: | Marriner |

|          |           |                                   |
| Defoe 1’ | Marcatori | 25’ Giggs 41’ Anderson 78’ Rooney |

| Arbitro: | Webb |

|                                    |           |  |
| A. Cole 32’ Ballack 58’ Drogba 63’ | Marcatori |  |

| Arbitro: | Dean |

|                                           |           |  |
| Keane 18’ (rig.), 74’, 77’, 87’ Jenas 33’ | Marcatori |  |

| Arbitro: | Jones |

|                       |           |                          |
| Gardner 4’ Davies 69’ | Marcatori | 34’ Kranjčar 73’ Ćorluka |

| Arbitro: | Dowd |

|             |           |                    |
| Boateng 59’ | Marcatori | 29’ King 45’ Defoe |

| Arbitro: | Probert |

|  |           |            |
|  | Marcatori | 86’ Whelan |

| Arbitro: | Clattenburg |

|                                  |           |  |
| van Persie 42’, 60’ Fàbregas 43’ | Marcatori |  |

| Arbitro: | Friend |

|                           |           |  |
| Keane 12’ Huddlestone 68’ | Marcatori |  |

| Arbitro: | Walton |

|                                                                               |           |              |
| Crouch 9’ Defoe 51’, 54’, 58’, 69’, 87’ Lennon 60’ Bentley 88’ Kranjčar 90+4’ | Marcatori | 57’ Scharner |

| Arbitro: | Dowd |

|                |           |            |
| Agbonlahor 10’ | Marcatori | 77’ Dawson |

| Arbitro: | Marriner |

|                     |           |                      |
| Saha 78’ Cahill 86’ | Marcatori | 47’ Defoe 59’ Dawson |

| Arbitro: | Attwell |

|  |           |          |
|  | Marcatori | 3’ Doyle |

| Arbitro: | Wiley |

|                               |           |  |
| Kranjčar 37’, 90+3’ Defoe 54’ | Marcatori |  |

| Arbitro: | Walton |

|  |           |                   |
|  | Marcatori | 45+2’, 83’ Crouch |

| Londra 26 dicembre 2009, ore 13:00 WET 19ª giornata | Fulham  | 0 – 0 referto | Tottenham | Craven Cottage (25 679 spett.)\| Arbitro: \| Bennett \| |
| Arbitro:                                            | Bennett |               |           |                                                         |

#### Girone di ritorno
| Arbitro: | Foy |

|                      |           |  |
| Modrić 11’ Defoe 81’ | Marcatori |  |

| Londra 16 gennaio 2010, ore 15:00 WET 21ª giornata | Tottenham | 0 – 0 referto | Hull City | White Hart Lane (35 729 spett.)\| Arbitro: \| Atkinson \| |
| Arbitro:                                           | Atkinson  |               |           |                                                           |

| Arbitro: | Webb |

|                       |           |  |
| Kuyt 6’, 90+3’ (rig.) | Marcatori |  |

| Arbitro: | Dean |

|                        |           |  |
| Crouch 27’ Bentley 60’ | Marcatori |  |

| Arbitro: | Attwell |

|                 |           |           |
| Ridgewell 90+1’ | Marcatori | 69’ Defoe |

| Londra 6 febbraio 2010, ore 17:30 WET 25ª giornata | Tottenham | 0 – 0 referto | Aston Villa | White Hart Lane (35 899 spett.)\| Arbitro: \| Foy \| |
| Arbitro:                                           | Foy       |               |             |                                                      |

| Arbitro: | Clattenburg |

|           |           |  |
| Jones 27’ | Marcatori |  |

| Arbitro: | Wiley |

|  |           |                                  |
|  | Marcatori | 27’ Defoe 84’, 90+3’ Pavljučenko |

| Arbitro: | Bennett |

|                            |           |            |
| Pavljučenko 11’ Modrić 28’ | Marcatori | 55’ Yakubu |

| Arbitro: | Webb |

|                                  |           |           |
| Defoe 45+1’ Pavljučenko 55’, 85’ | Marcatori | 80’ Samba |

| Arbitro: | Dean |

|                        |           |                             |
| Etherington 64’ (rig.) | Marcatori | 46’ Guðjohnsen 77’ Kranjčar |

| Arbitro: | Friend |

|                         |           |  |
| Crouch 27’ Kranjčar 41’ | Marcatori |  |

| Arbitro: | Mason |

|                                |           |            |
| Bent 1’, 29’ (rig.) Zenden 86’ | Marcatori | 72’ Crouch |

| Arbitro: | Clattenburg |

|                   |           |              |
| Rose 10’ Bale 47’ | Marcatori | 85’ Bendtner |

| Arbitro: | Dowd |

|                           |           |               |
| Defoe 15’ (rig.) Bale 44’ | Marcatori | 90+2’ Lampard |

| Arbitro: | Marriner |

|                                       |           |          |
| Giggs 58’ (rig.), 86’ (rig.) Nani 81’ | Marcatori | 70’ King |

| Arbitro: | Foy |

|                 |           |  |
| Huddlestone 38’ | Marcatori |  |

| Arbitro: | Bennett |

|  |           |            |
|  | Marcatori | 82’ Crouch |

| Arbitro: | Dean |

|                                                |           |                    |
| Elliott 42’ Cork 54’ Paterson 71’ Thompson 88’ | Marcatori | 3’ Bale 32’ Modrić |

### FA Cup
| Arbitro: | Mason |

|                                         |           |  |
| Kranjčar 35’, 57’ Defoe 70’ Keane 90+5’ | Marcatori |  |

| Arbitro: | Wiley |

|                            |           |                            |
| Crouch 42’ Pavljučenko 75’ | Marcatori | 52’, 90+6’ (rig.) Beckford |

| Arbitro: | Marriner |

|               |           |                     |
| Becchio 45+1’ | Marcatori | 37’, 73’, 90’ Defoe |

| Arbitro: | Dowd |

|               |           |           |
| K. Davies 34’ | Marcatori | 61’ Defoe |

| Arbitro: | Walton |

|                                                                 |           |  |
| Pavljučenko 23’, 87’ Jääskeläinen 35’ (aut.) O'Brien 47’ (aut.) | Marcatori |  |

| Londra 6 marzo 2010, ore 18:20 WET Quarti di finale | Fulham      | 0 – 0 referto | Tottenham | Craven Cottage (24 533 spett.)\| Arbitro: \| Clattenburg \| |
| Arbitro:                                            | Clattenburg |               |           |                                                             |

| Arbitro: | Atkinson |

|                                            |           |            |
| Bentley 47’ Pavljučenko 60’ Guðjohnsen 66’ | Marcatori | 17’ Zamora |

| Arbitro: | Wiley |

|  |           |                                   |
|  | Marcatori | 99’ Piquionne 117’ (rig.) Boateng |

### EFL Cup
| Arbitro: | Booth |

|                  |           |                                                                 |
| Woods 61’ (rig.) | Marcatori | 9’ Huddleston 11’ O'Hara 37’ Crouch 52’ Bentley 69’ Pavljučenko |

| Arbitro: | Dowd |

|           |           |                                          |
| Brown 83’ | Marcatori | 14’, 77’, 90’ Crouch 37’ Defoe 87’ Keane |

| Arbitro: | Mason |

|                           |           |  |
| Huddlestone 31’ Keane 57’ | Marcatori |  |

| Arbitro: | Clattenburg |

|                 |           |  |
| Gibson 16’, 38’ | Marcatori |  |

## Statistiche
Aggiornate al 9 maggio 2010

### Statistiche di squadra
| Competizione   | Punti | In casa | In casa | In casa | In casa | In casa | In casa | In trasferta | In trasferta | In trasferta | In trasferta | In trasferta | In trasferta | Totale | Totale | Totale | Totale | Totale | Totale | DR  |
| Competizione   | Punti | G       | V       | N       | P       | Gf      | Gs      | G            | V            | N            | P            | Gf           | Gs           | G      | V      | N      | P      | Gf     | Gs     | DR  |
| -------------- | ----- | ------- | ------- | ------- | ------- | ------- | ------- | ------------ | ------------ | ------------ | ------------ | ------------ | ------------ | ------ | ------ | ------ | ------ | ------ | ------ | --- |
| Premier League | 70    | 19      | 14      | 2       | 3       | 40      | 12      | 19           | 7            | 5            | 7            | 27           | 29           | 38     | 21     | 7      | 10     | 67     | 41     | +26 |
| FA Cup         | -     | 4       | 3       | 1       | 0       | 13      | 3       | 3            | 1            | 2            | 0            | 4            | 2            | 8      | 4      | 3      | 1      | 17     | 7      | +10 |
| Carling Cup    | -     | 1       | 1       | 0       | 0       | 2       | 0       | 3            | 2            | 0            | 1            | 10           | 4            | 4      | 3      | 0      | 1      | 12     | 4      | +8  |
| Totale         | -     | 24      | 18      | 3       | 3       | 55      | 15      | 25           | 8            | 7            | 8            | 41           | 35           | 50     | 28     | 10     | 12     | 96     | 52     | +44 |

### Andamento in campionato
| Giornata  | 1 | 2 | 3 | 4 | 5 | 6 | 7 | 8 | 9 | 10 | 11 | 12 | 13 | 14 | 15 | 16 | 17 | 18 | 19 | 20 | 21 | 22 | 23 | 24 | 25 | 26 | 27 | 28 | 29 | 30 | 31 | 32 | 33 | 34 | 35 | 36 | 37 | 38 |
| --------- | - | - | - | - | - | - | - | - | - | -- | -- | -- | -- | -- | -- | -- | -- | -- | -- | -- | -- | -- | -- | -- | -- | -- | -- | -- | -- | -- | -- | -- | -- | -- | -- | -- | -- | -- |
| Luogo     | C | T | T | C | C | T | C | T | T | C  | T  | C  | C  | T  | T  | C  | C  | T  | T  | C  | C  | T  | C  | T  | C  | T  | T  | C  | C  | T  | C  | T  | C  | C  | T  | C  | T  | T  |
| Risultato | V | V | V | V | P | P | V | N | V | P  | P  | V  | V  | N  | N  | P  | V  | V  | N  | V  | N  | P  | V  | N  | N  | P  | V  | V  | V  | V  | V  | P  | V  | V  | P  | V  | V  | P  |
| Posizione | 7 | 1 | 1 | 2 | 4 | 6 | 4 | 3 | 3 | 4  | 5  | 4  | 4  | 3  | 4  | 5  | 5  | 5  | 5  | 4  | 4  | 4  | 4  | 4  | 5  | 6  | 4  | 4  | 4  | 4  | 4  | 5  | 5  | 4  | 4  | 4  | 4  | 4  |

Legenda:

Luogo: C = Casa; T = Trasferta. Risultato: V = Vittoria; N = Pareggio; P = Sconfitta.

### Statistiche dei giocatori
| Giocatore       | Premier League | Premier League | Premier League | Premier League | FA Cup   | FA Cup | FA Cup      | FA Cup     | League Cup | League Cup | League Cup  | League Cup | Totale   | Totale | Totale      | Totale     |
| Giocatore       | Presenze       | Reti           | Ammonizioni    | Espulsioni     | Presenze | Reti   | Ammonizioni | Espulsioni | Presenze   | Reti       | Ammonizioni | Espulsioni | Presenze | Reti   | Ammonizioni | Espulsioni |
| --------------- | -------------- | -------------- | -------------- | -------------- | -------- | ------ | ----------- | ---------- | ---------- | ---------- | ----------- | ---------- | -------- | ------ | ----------- | ---------- |
| B. Alnwick      | 1              | -4             | 0              | 0              | 0        | 0      | 0           | 0          | 0          | 0          | 0           | 0          | 1        | -4     | 0           | 0          |
| B. Assou-Ekotto | 30             | 1              | 5              | 0              | 3        | 0      | 0           | 0          | 1          | 0          | 0           | 0          | 34       | 1      | 5           | 0          |
| G. Bale         | 23             | 3              | 2              | 0              | 8        | 0      | 0           | 0          | 3          | 0          | 0           | 0          | 34       | 3      | 2           | 0          |
| S. Bassong      | 28             | 1              | 2              | 0              | 7        | 0      | 2           | 0          | 3          | 0          | 0           | 0          | 38       | 1      | 4           | 0          |
| D. Bentley      | 15             | 1              | 1              | 0              | 5        | 1      | 1           | 0          | 4          | 1          | 0           | 0          | 24       | 3      | 2           | 0          |
| K. Boateng      | 0              | 0              | 0              | 0              | 0        | 0      | 0           | 0          | 1          | 0          | 0           | 0          | 1        | 0      | 0           | 0          |
| D. Button       | 0              | 0              | 0              | 0              | 0        | 0      | 0           | 0          | 1          | 0          | 0           | 0          | 1        | 0      | 0           | 0          |
| V. Ćorluka      | 29             | 1              | 2              | 0              | 5        | 0      | 0           | 0          | 2          | 0          | 0           | 0          | 36       | 1      | 2           | 0          |
| P. Crouch       | 38             | 8              | 1              | 0              | 6        | 1      | 0           | 0          | 3          | 4          | 0           | 1          | 47       | 13     | 1           | 1          |
| C. Cudicini     | 7              | -11            | 0              | 0              | 0        | 0      | 0           | 0          | 1          | -1         | 0           | 0          | 8        | -12    | 0           | 0          |
| M. Dawson       | 29             | 2              | 4              | 0              | 8        | 0      | 0           | 0          | 3          | 0          | 0           | 0          | 40       | 2      | 4           | 0          |
| J. Defoe        | 34             | 18             | 3              | 1              | 7        | 5      | 1           | 0          | 2          | 1          | 0           | 0          | 43       | 24     | 4           | 1          |
| G. dos Santos   | 1              | 0              | 0              | 0              | 0        | 0      | 0           | 0          | 2          | 0          | 0           | 0          | 3        | 0      | 0           | 0          |
| H. Gomes        | 31             | -26            | 2              | 0              | 8        | -7     | 0           | 0          | 3          | -3         | 0           | 0          | 42       | -36    | 2           | 0          |
| E. Guðjohnsen   | 11             | 0              | 1              | 0              | 3        | 1      | 0           | 0          | 0          | 0          | 0           | 0          | 14       | 1      | 1           | 0          |
| T. Huddlestone  | 33             | 2              | 8              | 0              | 6        | 0      | 2           | 0          | 4          | 2          | 0           | 0          | 43       | 4      | 10          | 0          |
| A. Hutton       | 8              | 2              | 0              | 0              | 2        | 0      | 1           | 0          | 4          | 0          | 2           | 0          | 14       | 2      | 3           | 0          |
| J. Jenas        | 19             | 1              | 6              | 0              | 2        | 0      | 0           | 0          | 2          | 0          | 0           | 0          | 23       | 1      | 6           | 0          |
| Y. Kaboul       | 10             | 0              | 2              | 0              | 0        | 0      | 0           | 0          | 0          | 0          | 0           | 0          | 10       | 0      | 2           | 0          |
| R. Keane        | 20             | 6              | 1              | 0              | 2        | 1      | 0           | 0          | 3          | 2          | 0           | 0          | 25       | 9      | 1           | 0          |
| L. King         | 20             | 2              | 1              | 0              | 1        | 0      | 0           | 0          | 0          | 0          | 0           | 0          | 21       | 2      | 1           | 0          |
| N. Kranjčar     | 24             | 6              | 3              | 0              | 8        | 2      | 0           | 0          | 0          | 0          | 0           | 0          | 32       | 8      | 3           | 0          |
| A. Lennon       | 22             | 3              | 1              | 0              | 0        | 0      | 0           | 0          | 2          | 0          | 0           | 0          | 24       | 3      | 1           | 0          |
| J. Livermore    | 1              | 0              | 0              | 0              | 0        | 0      | 0           | 0          | 0          | 0          | 0           | 0          | 1        | 0      | 0           | 0          |
| L. Modrić       | 25             | 3              | 2              | 0              | 7        | 0      | 0           | 0          | 0          | 0          | 0           | 0          | 32       | 3      | 2           | 0          |
| K. Naughton     | 1              | 0              | 0              | 0              | 1        | 0      | 0           | 0          | 1          | 0          | 0           | 0          | 3        | 0      | 0           | 0          |
| J. O'Hara       | 2              | 0              | 0              | 0              | 0        | 0      | 0           | 0          | 1          | 1          | 0           | 0          | 3        | 1      | 0           | 0          |
| W. Palacios     | 33             | 1              | 8              | 0              | 7        | 0      | 2           | 0          | 3          | 0          | 0           | 0          | 43       | 1      | 10          | 0          |
| R. Pavljučenko  | 16             | 5              | 1              | 0              | 6        | 4      | 0           | 0          | 2          | 1          | 0           | 0          | 24       | 10     | 1           | 0          |
| D. Rose         | 1              | 1              | 0              | 0              | 3        | 0      | 1           | 0          | 1          | 0          | 0           | 0          | 5        | 1      | 1           | 0          |
| K. Walker       | 2              | 0              | 0              | 0              | 0        | 0      | 0           | 0          | 0          | 0          | 0           | 0          | 2        | 0      | 0           | 0          |
| J. Woodgate     | 3              | 0              | 0              | 0              | 0        | 0      | 0           | 0          | 0          | 0          | 0           | 0          | 3        | 0      | 0           | 0          |